# Церковь Всех Святых (Каскасу)
Церковь Всех Святых — православная церковь конца XIX века в селе Каскасу Туркестанской области Казахстана. Входит в список памятников истории и культуры местного значения Туркестанской области.

## Архитектура
Построена из жжёного кирпича на бутовом фундаменте. Утрачены навершие перекрытия четверика и звонница над входом. В основу создания объёмно-пространственной композиции положен один из образцовых проектов сельских церквей.
Состоит из четверика храма, трёхчастного алтаря с гранёными апсидами с восточной стороны и трапезной с входной частью с западной. Доминирующее значение придано четверику храма, увенчанному широким фризом, поделенном филёнками на прямоугольники, заполненные рустом, между которыми вписан крест. Завершен четверик парапетом кокошников. Углы ризалитов четверика и входной части выделены лопатками, оформленными рустом и филёнками. Декоративность фасадам придают вытянутые арочные проемы с килевыми архивольтами, установленными на полуколонки. Продольно-осевая композиция плана сформирована входной частью с боковыми помещениями, где расположена лестница на звонницу, трапезной с двухскатной кровлей, храмом, перекрытым сомкнутым сводом, и алтарём.